# Kernspinresonantie

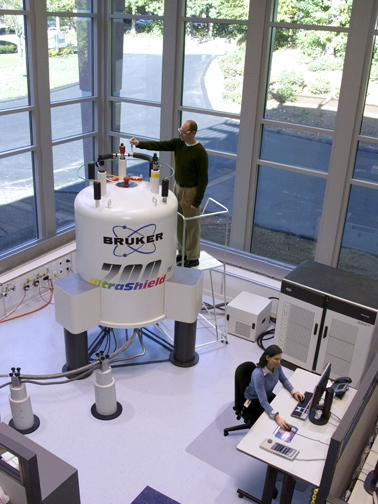
Een NMR-spectrometer (Bruker), die het principe van kernspinresonantie gebruikt om de structuur van moleculen te onderzoeken

Kernspinresonantie (Engels: nuclear magnetic resonance), afgekort als NMR, is een natuurkundig fenomeen dat optreedt wanneer atoomkernen in een sterk magnetisch veld worden geplaatst en blootgesteld worden aan bepaalde elektromagnetische frequenties. De atoomkernen zullen daarbij resonantie vertonen, wat inhoudt dat ze hun eigen specifieke frequenties uitstralen. Deze frequenties kunnen worden gedetecteerd, en weergegeven in een spectrum (NMR-spectrum).
Kernspinresonantie vindt middels NMR-spectroscopie zijn toepassing in verschillende takken van de wetenschap, zoals scheikunde, biochemie en geneeskunde. Het wordt onder andere gebruikt om molecuulstructuren op te helderen, isomeren van elkaar te onderscheiden, en de ruimtelijke structuur van eiwitmoleculen te bepalen. Daarnaast is het ook het principe achter vele medische beeldvormingstechnieken, zoals de bekende MRI-scans.

## Principe

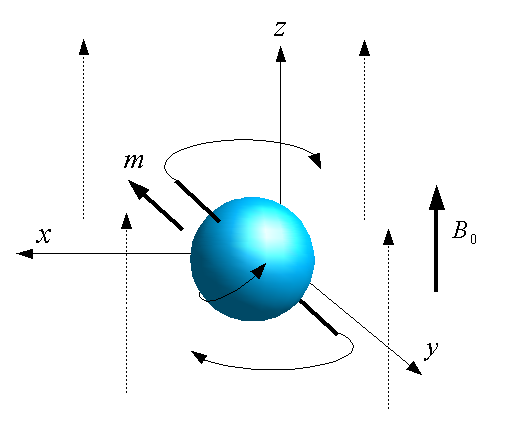
Kernspinresonantie.
B_{0}: magnetisch veld, m: spin, x y z: drie assen

Net als elektronen hebben sommige atoomkernen een spin die men zich enigszins kan voorstellen door aan te nemen dat de atoomkern om zijn as draait, hoewel dergelijke voorstellingen van zaken al spoedig mank gaan als men ze te ver doordrijft. Daarom wordt aangenomen dat de spin een soort onbepaalde (kwantum)fysische eigenschap is. Doordat een atoomkern een geladen deeltje is, ontstaat door deze spin een magnetisch veld.
Wordt er een uitwendig magnetisch veld aangelegd dan kan dit magnetisch veld van zo'n atoomkern een aantal kwantumtoestanden aannemen: een proton (waterstofkern) kan met het veld mee (parallel) of tegen het veld in (antiparallel) gericht staan; deze twee kwantumtoestanden hebben dus een energieverschil omdat er arbeid moet worden verricht om een kern van de ene in de andere toestand te zetten. Dit energieverschil is recht evenredig met de magnetische veldsterkte en bij een voldoende sterk magneetveld is de benodigde energie in de orde van grootte van een radiofrequent foton. Het bestralen met radiogolfvelden van een monster dat protonen bevat zal dus een aantal kernspins doen omklappen. Als men daarna even wacht, zullen de geëxciteerde spins ook weer (met een bepaalde halveringstijd, de zogenaamde relaxatietijd) terugvallen, onder uitzending van radiostraling.

## Geschiedenis
Kernspinresonatie of magnetische resonantie van atomen werd voor het eerst wetenschappelijk beschreven en gemeten in moleculaire bundels door Isidor Isaac Rabi in 1938. Hierbij maakte hij gebruik van de techniek van het Stern-Gerlach-experiment, een proef in 1922 uitgevoerd door Otto Stern en Walther Gerlach. In dit experiment namen Stern en Gerlach waar dat een moleculaire bundel die een magnetisch veld passeert in twee delen wordt opgesplitst. Dit fenomeen kon in 1925 worden verklaard door de ontdekking van elektronenspin door Uhlenbeck en Goudsmit. In 1933 had Stern met zijn moleculaire bundelmethode ook het magnetisch moment (of spin) van het proton bepaald.
Rabi, een voormalig postdoc-student van Stern, verbeterde Sterns moleculaire bundelmethode en breidde die uit door het magnetisch moment van een (ongeladen) molecuul te meten. Belangrijkste innovatie van Rabi was het toevoegen van een extern radiogolfveld loodrecht op het magneetveld. Hij slaagde erin atoomkernen op bepaalde overgangen in resonantie brengen en daarbij de spin van de kern om te draaien. Hiermee kon hij de magnetische eigenschappen van atoomkernen vastleggen.
Een volgende belangrijke doorbraak van kernspinresonantie kwam in 1946 toen twee onderzoeksteams, onafhankelijk van elkaar, erin slaagden om magnetische resonantie te detecteren in vloei- en vaste stoffen. Aan het Massachusetts Institute of Technology slaagden Edward Mills Purcell, Henry Torrey en Robert Pound erin kernspinresonantie waar te nemen en te meten in een blok paraffine van een kilogram. Tegelijkertijd wisten Felix Bloch, William Hanson en Martin Packard van de Stanford-universiteit kernspinresonantie op te wekken in een vat gevuld met twee kubieke centimeter water. In 1952 ontvingen Purcell en Bloch gezamenlijk de Nobelprijs voor deze ontdekkingen.
Wetenschappers realiseerden al snel dat kernspinresonantie ook bruikbaar was op gebieden buiten de natuurkunde, bijvoorbeeld in de scheikunde maar vooral in de biochemie om de eigenschappen en structuur van complexe koolwaterstofmoleculen te bestuderen. Pioniers op dit gebied waren de Zwitsers Richard R. Ernst en Kurt Wüthrich. Ernst slaagde in de jaren zestig erin de lage gevoeligheid van NMR-spectroscopie sterk te verhogen met de introductie van korte, energierijke microgolfpulsen. Tevens introduceerde hij het gebruik van computers voor het doorberekenen van de meetdata. Later ontwikkelde Ernsts collega Wüthrich een methode om met kernspinresonantie de driedimensionale structuren van proteïnes en nucleïnezuren te bepalen. Voor hun werk ontvingen Ernst en Wüthrich in respectievelijk 1991 en 2002 de Nobelprijs voor de Scheikunde.
De grootste doorbraak (en de bekendste) van het gebruik van kernspinresonantie lag op het gebied van de medische diagnose. Kernspinresonantie bleek met name zeer geschikt te zijn voor het meten van waterstofatomen die in koolstofverbindingen voorkomen. De eerste stappen van kernspintomografie (MRI) werden begin jaren zeventig onder andere gezet door Raymond Damadian, Paul Lauterbur en Peter Mansfield. Voor hun toepassing van MRI in de medische wereld ontvingen Lauterbur en Mansfield in 2003 de Nobelprijs voor de Fysiologie of Geneeskunde.

## Berekeningen

### Beweging
Het magnetische moment van de kern ten gevolge van zijn spin wordt gegeven door:
{\displaystyle {\vec {\mu }}=\gamma {\vec {S}}}
Klassieke behandeling: we bekijken spin als impulsmoment met bewegingsvergelijking:
{\displaystyle {\frac {d{\vec {L}}}{dt}}={\vec {M}}}
Het krachtmoment door een uitwendig veld B0 uitgeoefend op een magnetisch moment:
{\displaystyle {\vec {M}}={\vec {\mu }}\times {\vec {B_{0}}}}
We combineren de twee voorgaande formules en passen die toe voor het geval van spin:
{\displaystyle {\frac {d{\vec {S}}}{dt}}={\vec {\mu }}\times {\vec {B_{0}}}}
We vermenigvuldigen beide leden van de uitdrukking met de gyromagnetische verhouding:
{\displaystyle \gamma {\frac {d{\vec {S}}}{dt}}={\vec {\mu }}\times \gamma {\vec {B_{0}}}}
Deze laatste vergelijking kunnen we herschrijven door de eerste formule te gebruiken:
{\displaystyle {\frac {d{\vec {\mu }}}{dt}}={\vec {\mu }}\times \gamma {\vec {B_{0}}}}
Het rechterlid van de uitdrukking is een vectorieel product, dit wil zeggen dat de resulterende vector loodrecht zal staan op het vlak gevormd door de twee vectoren van het product.
Toegepast in dit geval wil dat zeggen dat de verandering van het magnetisch moment zich manifesteert in een vlak loodrecht op het aangelegde magnetisch veld B0. Bovendien staat deze verandering ook loodrecht op het magnetisch moment zelf, waardoor de grootte van deze vector niet verandert, enkel de richting. Deze twee vaststellingen leiden tot de conclusie dat het magnetisch moment een precessie uitvoert rond het aangelegde magnetisch veld B0.

### Hoeksnelheid
De hoeksnelheid van deze precessie kunnen we schrijven onder een zeer algemene vorm:
{\displaystyle \omega _{0}={{d\theta } \over {dt}}}
We drukken de hoekverandering uit in functie van de verandering in magnetisch moment:
(dit is niet meer dan het delen van de booglengte door de straal om de hoek te bekomen)
{\displaystyle {d\theta }={{|d{\overrightarrow {\mu }}|} \over {\mu \sin {\alpha }}}}
Waarmee we nu de formule voor de hoeksnelheid van de precessie kunnen schrijven als:
{\displaystyle \omega _{0}={{|d{\overrightarrow {\mu }}|} \over {\mu \sin {\alpha }}{dt}}}
Hierin kunnen we dan de laatste formule uit vorig puntje substitueren en we vinden:
{\displaystyle \omega _{0}={{|{\overrightarrow {\mu }}\times \gamma {\overrightarrow {B_{0}}}|} \over {\mu \sin {\alpha }}}}
De grootte van het vectorieel product berekenen:
{\displaystyle \omega _{0}={{|{\overrightarrow {\mu }}||\gamma {\overrightarrow {B_{0}}}|\sin {\alpha }} \over {\mu \sin {\alpha }}}}
Waarin we twee factoren kunnen schrappen in zowel teller als noemer, we vinden:
{\displaystyle \omega _{0}=|\gamma {\overrightarrow {B_{0}}}|}
Als we er rekening mee houden dat deze vectoren een tegengestelde zin hebben dan:
{\displaystyle {\overrightarrow {\omega _{0}}}=-\gamma {\overrightarrow {B_{0}}}}
Deze hoeksnelheid wordt de Larmor-frequentie genoemd.

## Proton-NMR
Elektronen fungeren als een kooi van Faraday, omdat zij een negatief geladen schil om de protonen vormen. Dit effect vermindert het effect van het hoofdveld en daarmee ook het energieverschil tussen spin-up en spin-down. Hoe meer elektronen, hoe dikker de schil en hoe meer afscherming en daarmee ook een lagere excitatiefrequentie. De elektronegativiteit van omliggende atomen bepaalt in sterke mate de elektronendichtheid rond een waterstofkern. Bevindt zich binnen vier bindingen bijvoorbeeld een chlooratoom, dan zal deze een sterk zuigend effect uitoefenen op de elektronen, wat de afscherming doet verminderen.
Zijn de protonen in het monster niet allemaal omgeven door dezelfde hoeveelheid elektronen, dan reageren ze bij een gegeven sterkte van het magneetveld bij verschillende energieën. Omdat ook de elektronenwolken in het molecuul of atoom reageren op het magneetveld en dit bij het proton beïnvloeden, waardoor de netto sterkte van het magneetveld dat door het proton wordt gevoeld, verschillend is tussen bijvoorbeeld waterstofkernen in een methylgroep of een hydroxylgroep. Hierdoor geven waterstofkernen met een verschillende chemische omgeving een ander signaal terug, waarvan door scheikundigen dankbaar gebruik wordt gemaakt bij het bepalen van de structuur van organische verbindingen.
In de geneeskunde wordt gebruikgemaakt van een zeer homogeen magneetveld met daarop gesuperponeerd een gradiënt-magneetveld waardoor steeds maar een heel klein deeltje van het af te beelden lichaam kan reageren op radio-energie met de uitgezonden frequentie. Door dit gebiedje te variëren kan uit de signaalsterkte op verschillende plaatsen een driedimensionaal beeld worden opgebouwd.

## Andere kernen
Behalve waterstofkernen zijn er ook andere, zwaardere kernen die kunnen worden gebruikt. Deze hebben vaak meer dan twee toegestane kwantumtoestanden.

### Koolstof-13
Een veelgebruikte kern is de isotoop koolstof-13. Ongeveer 1,1% van de koolstofatomen op aarde is koolstof-13 en het is een stabiel (niet radioactief) isotoop, die net als waterstof een spin van 1/2 bezit. Het gebruik van deze kern in de organische spectroscopie biedt een directe blik in het hart van organische moleculen. Door het relatief weinig voorkomen van C-13 is er nauwelijks interactie tussen twee C-13-atomen in één molecule: de spectra zijn in vergelijking met waterstofspectra erg eenvoudig. De interactie tussen waterstofatomen en koolstof aan de te meten koolstof is wel duidelijk, en geeft, samen met de chemische verschuiving, een indruk van de chemische omgeving van het koolstofatoom.
Voor kinetische studies wordt gebruikgemaakt van C-13 verrijkt uitgangsmateriaal. Dit wil zeggen dat tijdens de bereiding van het uitgangsmateriaal voor een van de koolstofatomen specifiek C-13 gebruikt is. Door in de reactieproducten vast te stellen in welke verbindingen de extra C-13 wordt gevonden (en waar in het molecule) kan een uitspraak gedaan worden over het precieze verloop van de reactie. Voor de introductie van de Fourieranalyse werd dit soort studies vaak met het radioactieve koolstof-14 uitgevoerd. Het voordeel daarvan is dat er nauwelijks dure apparatuur nodig is voor de detectie (radioactiviteit is met een simpele fotografische plaat vast te stellen). Het nadeel is uiteraard het werken met radioactieve verbindingen.

### Fosfor-31
Fosfor-31 heeft ook, net als waterstof, een spin van 1/2. Vooral in de biochemie met zijn vele verschillende fosfaten is dit een vaak gebruikte NMR-analyse.

### Fluor-19
Fluor-19 heeft ook, net als waterstof, een spin van 1/2. De toepassing van F-19 NMR is beperkt tot de speciale tak van wetenschap: de fluor-chemie.

### Waterstof-2 of deuterium
Voor de studie van het lot van koolstof tijdens reacties is koolstof-13 de aangewezen NMR-techniek, voor het lot van waterstof is H-2 of (D) beschikbaar. Deuterium heeft een spin van 1. Het gevolg is dat er drie in plaats van twee mogelijke oriëntaties zijn ten opzichte van een uitwendig magneetveld.
Hoewel waterstof en deuterium in chemisch opzicht identiek zijn, beide vertonen dezelfde reacties, is de reactiesnelheid voor beide atomen verschillend. Vooral als het atoom tijdens de snelheidsbepalende stap in de reactie wordt overgedragen, is de dubbele massa van deuterium een effect waar rekening mee gehouden moet worden.

## Vaste stoffen
Een kernspin in een gecondenseerde fase (vloeistof, glas, kristallijne vaste stof) ondervindt een groot aantal wisselwerkingen van de andere spins rondom. Bovendien is het NMR-signaal van een atoom in een molecuul afhankelijk van de oriëntatie van het molecuul in het magneetveld. Door die wisselwerkingen en het feit dat een monster meestal moleculen bevat in willekeurige oriëntaties, kan het NMR-signaal erg breed en oninteressant worden. In een vloeistof kunnen de moleculen snel ten opzichte van elkaar bewegen, en tegelijk ook heel snel en continu hun oriëntatie veranderen. Daardoor middelt het merendeel van deze wisselwerkingen elkaar uit. Dit is de reden dat een (klein genoeg) molecuul in een oplosmiddel een scherp en informatierijk spectrum vertoont. In een vaste stof kunnen de moleculen zich niet zo bewegen of omwentelen, wat er toe leidt dat de NMR-pieken vaak heel breed zijn. Deze brede signalen zijn heel moeilijk te detecteren en overlappen vaak zo erg dat interpretatie van de signalen niet mogelijk is.
Praktische vaste stof NMR is daarom meestal gebaseerd op experimenten die de NMR-signalen scherper maken. Meestal gebeurt dit door het hele monster razendsnel onder een hoek van ca. 54 graden met de richting van het magnetisch veld om te wentelen. Als dit snel genoeg gebeurt (duizenden rotaties per seconde) dan middelen de genoemde wisselwerkingen zich namelijk ook grotendeels uit en wordt er een bruikbaar spectrum verkregen. Deze techniek is de basis van de zogenaamde "magic angle spinning" (MAS) vastestof-NMR. Als een alternatief kan men ook de signaalverbreding door de willekeurige oriëntaties van een gepoederd monster vermijden door de moleculen in het magneetveld te oriënteren.